# كولت فورد
كولت فورد (بالإنجليزية: Colt Ford)‏ هو موسيقي ومغني ومغن مؤلف أمريكي، ولد في 27 أغسطس 1970 في أثينا في الولايات المتحدة.

## وصلات خارجية
- الموقع الرسمي
- كولت فورد على موقع ميوزك برينز (الإنجليزية)
- كولت فورد على موقع أول ميوزيك (الإنجليزية)
- كولت فورد على موقع ديسكوغز (الإنجليزية)